# Elwing
Elwing este un caracter ficțional din Pământul de Mijloc, univers creat de J.R.R. Tolkien. 

## Legături externe
- Elwing la Tolkien Gateway